# Bulbophyllum rugulosum
Bulbophyllum rugulosum là một loài phong lan thuộc chi Bulbophyllum.